# Otto Krisch
Otto Franz Krisch, detto anche in ceco Ota František Kříž (Pačlavice, 12 giugno 1845 – Terra di Francesco Giuseppe, 16 marzo 1874), è stato un esploratore austriaco.

## Biografia
Krisch era figlio di Antonín Kríž di Koryčany e di sua moglie, Anna Kleiner di Bregenz. Il padre di Krisch aveva lavorato nella sua giovinezza a Waldburg dove poi incontrò e sposò sua moglie. Il matrimonio diede alla luce nove figli, di cui Otto era il sesto. Mentre i suoi due fratelli maggiori erano nati a Salisburgo, Otto nacque nella terra natia di suo padre. Sua madre morì quando egli era ancora giovane e suo padre si risposò con Rosalie Michel, da cui ebbe una figlia, Xaverina.

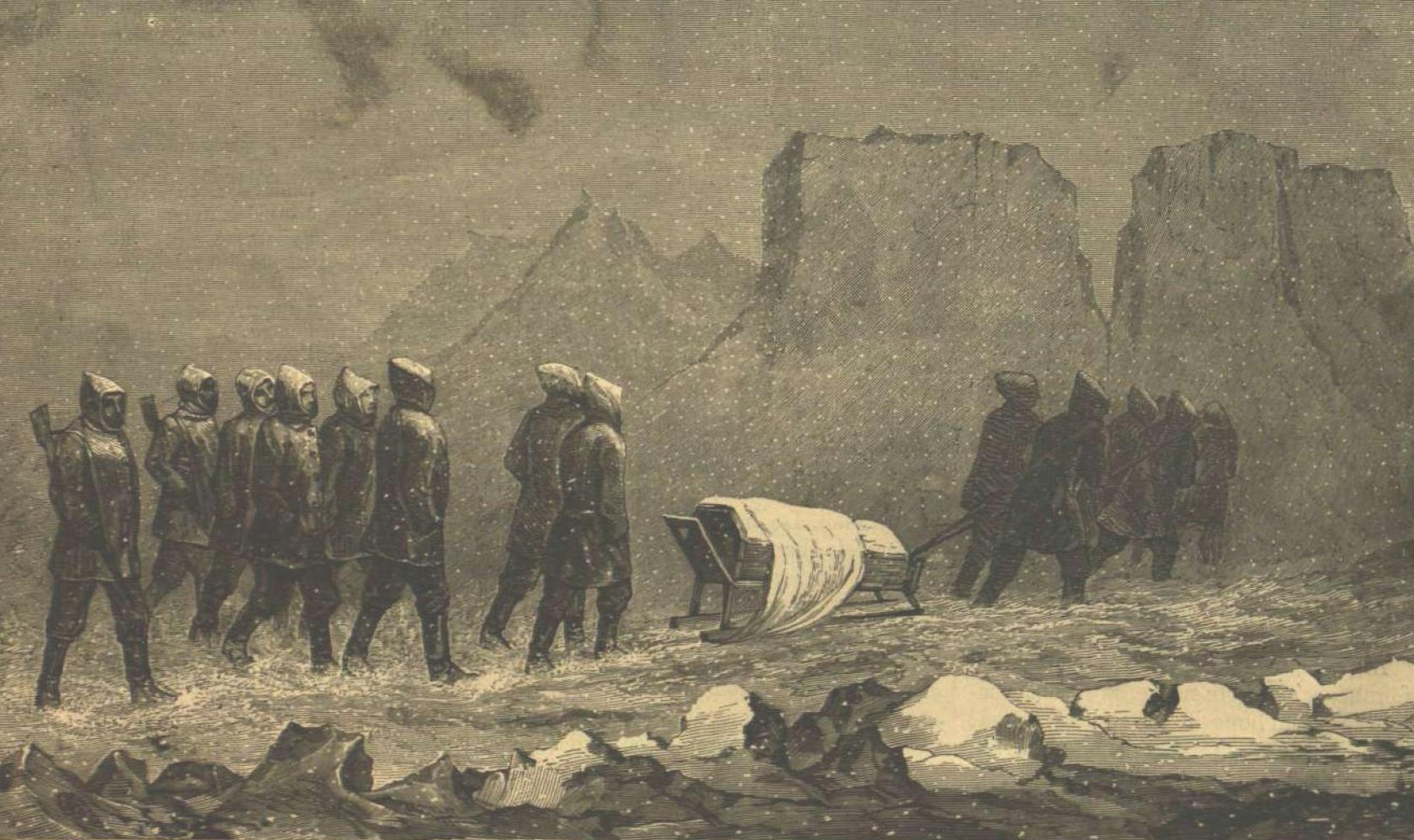
Il funerale di Otto Krisch al polo

Otto Krisch si diplomò alla Realschule di Kremsier dove eccelse in particolare nella matematica e nel disegno. Per questa ragione, all'età di 14 anni, si portò a Vienna per operare come macchinista. Nell'aprile del 1866 Krisch venne richiamato al servizio militare ed iniziò a prestare servizio in marina. Durante il servizio triennale, Krisch fu promosso tre volte. Nel febbraio del 1870, Krisch decise di firmare per la ferma permanente e venne promosso caporale sei mesi dopo. Impiegato come motorista, Krisch prestò servizio su diverse navi da guerra e, dopo la guerra, divenne macchinista presso la compagnia di navigazione Adria di Trieste, prendendo quindi parte alla spedizione austro-ungarica al polo nord al fianco di Carl Weyprecht.
Con la Tegetthoff partì il 13 giugno 1872 da Geestemünde. Dopo l'esperienza al polo, però, nel corso del viaggio di ritorno Krisch si ammalò di una tubercolosi, della quale morì infine il 16 marzo 1874. Il suo corpo venne sepolto il 19 marzo sull'isola di Wilczek, in quella che divenne la tomba più settentrionale al mondo. Krisch tenne un diario del suo intero percorso che venne pubblicato alcuni anni dopo la sua morte da suo fratello.